# Lars Amund Vaage
Lars Amund Vaage (ur. 13 maja 1952 w Sunde w gminie Kvinnherad) – pisarz norweski.
Debiutował w 1979 roku powieścią Øvelse Kald vinter.
Wśród utworów Vaage nominowanych do prestiżowych skandynawskich nagród, m.in. do Nagrody literackiej Rady Nordyckiej, znalazła się psychologiczna powieść Rubato (1995; wyd. pol. 1999) opowiadająca o młodym pianiście Stiegu, który porzucił karierę muzyka dla pracy fizycznej. Jednak po kilku latach, pod wpływem dramatycznych wydarzeń w życiu osobistym i zawodowym, musi częściowo przewartościować swój wybór.
Lars Amund Vaage jest wnukiem pisarza Ragnvalda Vaagego (1889–1963).

## Twórczość
- powieść Øvelse Kald vinter (1979)
- powieść Fager kveldsol smiler (1982)
- opowiadania Kyr (1983)
- powieść Dra meg opp (1985)
- gra sceniczna Baronen (1987)
- powieść Begynnelsen (1989)
- książka dla dzieci Guten med. Den mjuke magen (1990)
- powieść Oklahoma (1992)
- powieść Rubato (1995; wyd. pol. 1999, Warszawa, przeł. M. Gołębiewska-Bijak)
- powieść Den fromande byen (1999)
- książka dla dzieci Guten og den vesle mannen (2000)
- wiersze Det andre rommet (2001)
- powieść Kunsten å gå (2002)
- powieść Tangentane (2005)
- wiersze Utanfor institusjonen (2006)